# カメノコハムシ亜科

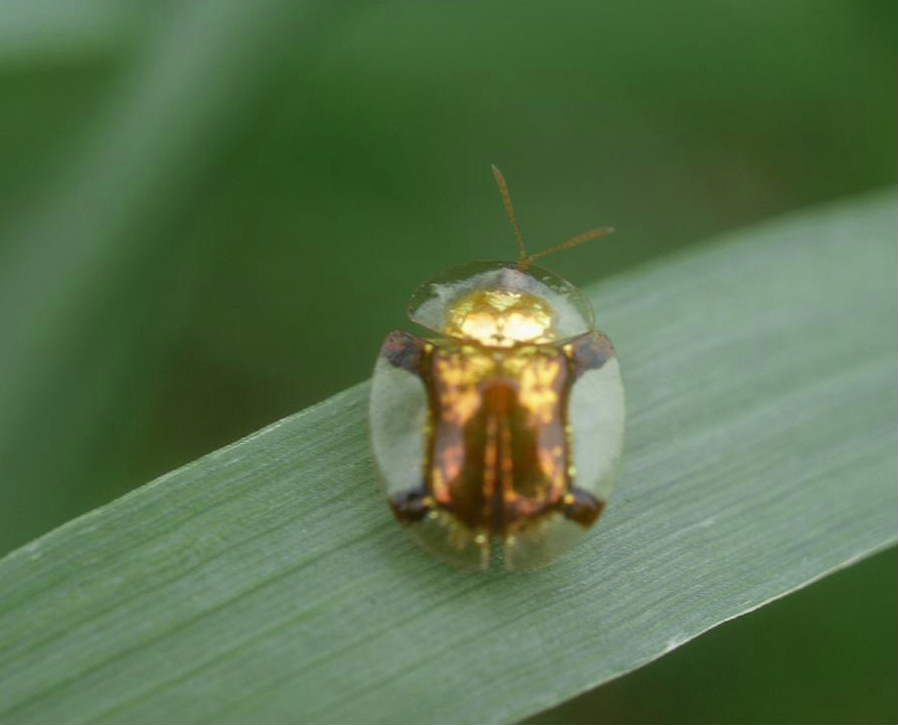
ジンガサハムシ

カメノコハムシあるいはジンガサハムシと呼ばれるのは、特殊な形をしたハムシ科の昆虫の一群である。どちらの名も、それぞれ特定の昆虫の和名としても使われているが、それらはカメノコハムシ亜科にまとめられてきた。

## 特徴
ハムシ科の昆虫は、主に植物の葉を食べるためにその名があり、形態についてはさほどはっきりした特徴がないものが多い。しかし、ジンガサハムシやカメノコハムシ、それにそれらによく似た一群の昆虫は、外見的に非常にはっきりした特徴を持っていて、それ以外のあらゆる甲虫類からたやすく区別できる。そのためそれらはカメノコハムシ亜科 Cassidinae としてまとめられてきた。ただし現在ではこの亜科は認められていない。単系統でないとの判断が出たことで分割され、トゲハムシ亜科の下に置かれ、主な部分はカメノコハムシ連Cassidiniとして位置づけられている。
基本的には標準的なハムシの形とは大差ない。背中側からは前胸と二枚の前翅が見え、前翅は胸部から腹部全体を覆っている。また本体の形は円形に近い楕円形から楕円形であり、やや扁平だが背面はそれなりの盛り上がりがあり、腹面は扁平に近い。ただ、頭部はやや特殊で、普通のハムシ類とは異なり、頭頂部が突き出るように発達して口器が下に回る。その点でトゲハムシ亜科と共通する。
変わっているのはその外側の部分である。前胸と前翅が背面全体をなすわけだが、その縁にあたる部分が薄板状にのびている。それぞれの背面が腹面側に伸びたもっとも下の部分から、水平方向に伸び、全体として昆虫本体を包む円か楕円の輪郭を持つ平板となる。このため頭部は前胸部の伸長部分の下に覆われて直接は見えない。
前胸の延長と前翅の外縁部とは繋がるわけではないが、止まっている状態では互いにきれいな面で接して、全体で一枚の薄板を構成する。そのため、虫全体の形は、薄い円盤の中央に盛り上がった本体がはまり込んだ、という形になる。ちょうどつばが水平に広がった帽子のようなもので、ジンガサハムシの名は、これをいわゆる陣笠の形に見立てたものである。ただし外縁部がさほど発達しない種もあり、その場合は背面が丸くて腹面が扁平なだけの虫に見える。
色は種によっても様々だが、胴体部分はそれなりの色をしており、斑紋があったりするものもあり、一部のものは金属光沢があって美しいが、小型の昆虫なのでそれほど目立たない。ただし、前胸部と前翅の外縁部は背面と同系色でありながら多少とも透明な場合が多い。また、前翅の外縁部にはその前端部分と後方斜め後ろ向きに濃色の帯が出るものがあり、それらではその部分がやや盛り上がる、真上から見ると四足動物の前足と後ろ足のようにも見える。種によってはそのうち前か後ろだけがあるものもある。
なお、このような形にどういった意味、効果があるかの判断は難しい。一説には葉の表面に密着することで敵からの攻撃を受けにくくするというが、実際に捕まえようとするとむしろ瞬時に落下して擬死に入ることが多いようである。またよく飛ぶことも出来、飛行の邪魔にはならないようである。

### 適応的意味
この類に見られる体の縁の拡張に関して、天敵に対する防御の効果があるのではないか、との説が出されている。それによるとアカアシツチスガリ Cerceris albofasciata という狩り蜂は本群を獲物として狩り、巣穴に持ち込むが、その際に巣穴に入る大きさのものの中で出来るだけ大きいものを選ぶという。つまり穴に入らない獲物は狩りの対象にならず、この蜂の狩りの対象にならないためには体の縁を拡張する、という形態の発達が有効であるというものである。

## 生態
植物の葉を食べる虫で、種によってそれぞれに決まった植物につく。普通は葉
の裏に止まっているので葉に食痕があるのを目当てに、そっと裏返すと発見することが出来る。ウリハムシのようにせかせか歩き回り、すぐに飛翔するようなことはなく、むしろ動きの鈍い昆虫である。
卵は数個ずつをまとまったケースに収めて葉の裏に貼り付ける。幼虫はやや扁平な形で、尾の先に脱皮殻などをくっつけ、それは背面を覆うように持って移動するものがある。

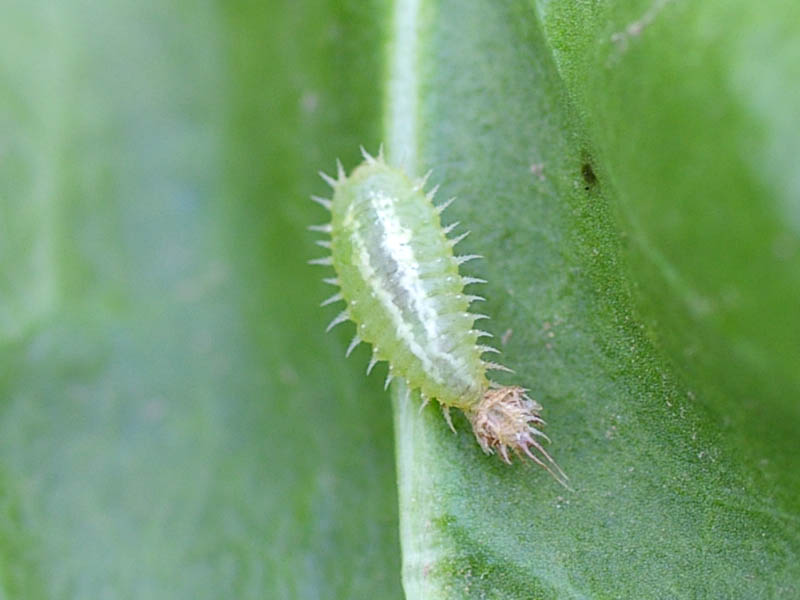
カメノコハムシの幼虫

蛹は葉の裏にくっついている。前翅は小さくまとまっており、前胸部だけ成虫と同じように伸びた平板部があるのが見られる。

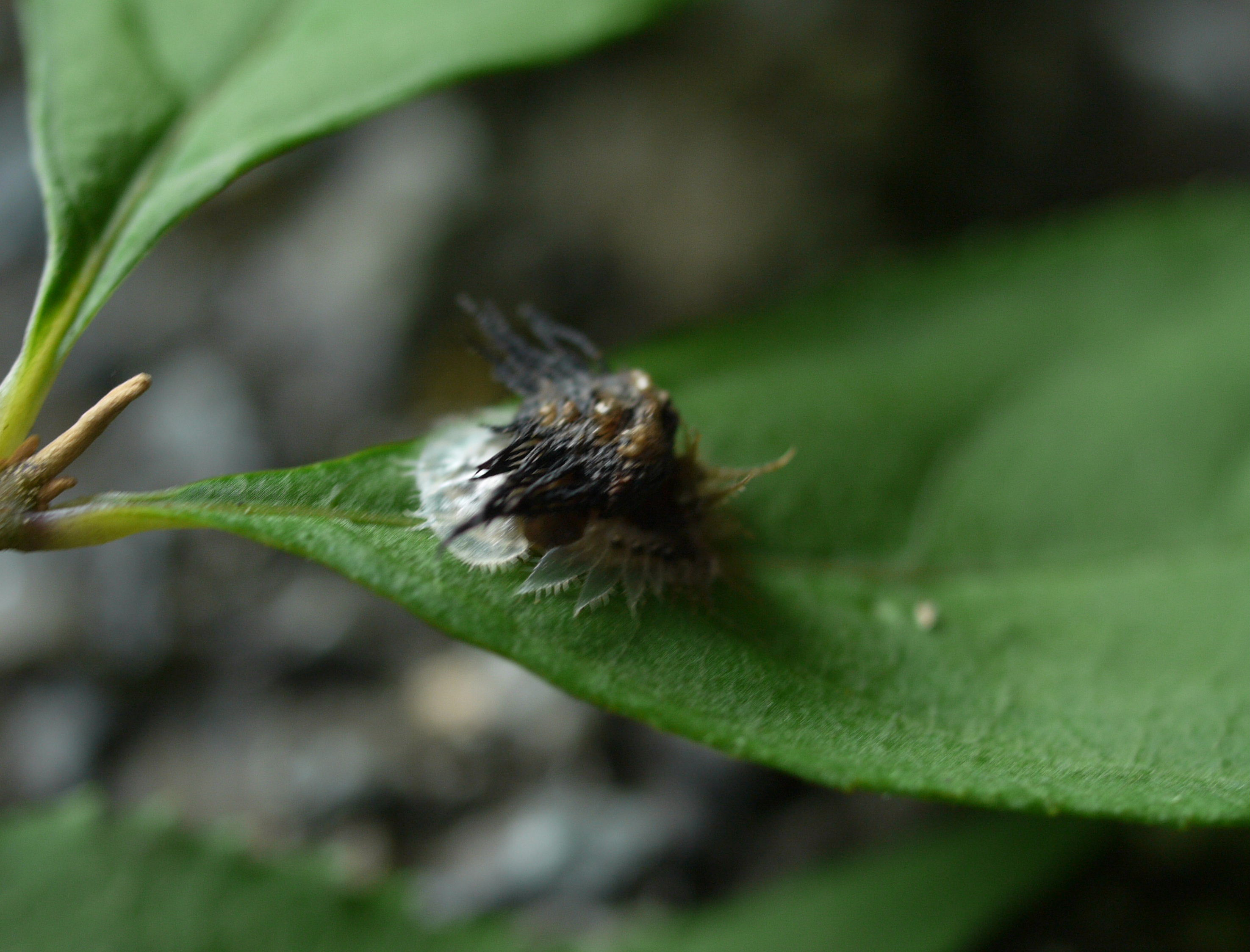
イチモンジカメノコハムシの蛹

## 分類
日本には以下のような属種が知られる。
- Notosacantha
  - N. ihai Chujo：アカヒラタカメノコハムシ
  - N. loochooana Chujo：チャイロヒラタカメノコハムシ
- Laccoptera　ヨツモンカメノコハムシ属
  - L. quadrimaculata (Thunberg)：ヨツモンカメノコハムシ
- Aspidomorpha
  - A. indica Boheman：ジンガサハムシ
  - A. transparipensis (Motshulsky)：スキバジンガサハムシ
- Glyphocassis
  - G. spilota (Gorham)：クロマダラカメノコハムシ
- Cassida　カメノコハムシ属
  - C. nebulosa Linne：カメノコハムシ
  - C. murraea Linnne：ベニカメノコハムシ
  - C. fuscorufa Moschulsky：ヒメジンガサハムシ
  - C. piperata Hope：ヒメカメノコハムシ
  - C. concha Solsky：キイロカメノコハムシ
  - C. velaris Weise：チャイロカメノコハムシ
  - C. vittata Villers：スジミドリカメノコハムシ
  - C. erudita Baly：ミドリカメノコハムシ
  - C. vibex Linne：セスジカメノコハムシ
  - C. rubiginosa Mueller：アオカメノコハムシ
  - C. lineola Creutzer：クロスジカメノコハムシ
  - C. circumdata Herbst：タテスジヒメジンガサハムシ
  - C. versicolor (Boheman)：セモンジンガサハムシ
  - C. sigillata (Gorham)：イカリヒメジンガサハムシ
  - C. vespertina (Boheman)：コガタカメノコハムシ
- Thlaspida
  - T. lewisii (Baly)：ルイスジンガサハムシ
  - T. cribrosa (Boheman)：イチモンジカメノコハムシ